# Куровський Дмитро Мусійович
Куровський Дмитро Мусійович (нар. 10 жовтня 1922–16 серпня 1988) — український поет, журналіст і вчитель. Член Спілки письменників України. Лауреат обласної премії імені Бориса Грінченка. Учасник Другої світової війни. Автор збірок: «У домі ріднім», «Андрійко і чечітка», «Миропілля», «Польова сторожка», «Хвала долі», «Прийду таким, як є…». Родом із Малої Загорівки Борзнянського району. Жив і працював у Чернігові.

## Життєпис
Народився Дмитро Мусійович у с. Мала Загорівка Борзнянського району Чернігівської губернії у 1922 р.
З 1932 по 1939 р. навчався в плисецькій середній школі, за тим вступив на філологічний факультет Ніжинського педінституту. З другого курсу був мобілізований до армії. Служив авіатором - стрільцем на літаку ; кінець війни зустрів у Варшаві. 1946 року Куровський повернувся до інституту, а по його закінченню продовжив навчання в аспірантурі при Київському Державному Університеті.
У 1950-60-і роки працював кореспондентом, інспектором облвно. Проте головною справою для нього було вчителювання (викладав українську мову та літературу) у Чернігівському та Миколаївському педінститутах, середніх школах Устилуга та Чернігова.
Був одним із засновників Чернігівського осередку Національної спілки письменників України (членом спілки став 1971 року).
У 1970-80-х роках став жертвою радянської каральної психіатрії
Помер Дмитро Мусійович на 66-му році життя. Похований у рідному селі.

## Творчість
Вперше Дмитро Мусійович Куровський зацікавився поезією у 1936 році. Вже через рік були опубліковані перші вірші, які одразу привернули увагу у відповідних органах за недостатню лояльність до радянського режиму.
Писав вірші Дмитро Куровський і під час війни. Про «незаурядные качества растущего литератора» зазначено в його службовій характеристиці.
Після війни вірші Куровського помітили визначні київські літератори. На початку січня 1946 року Володимир Сосюра дав йому рекомендацію на роботу в «Молодій Україні», зазначаючи: «Пред'явник цього, т. Куровський безумовно [слово підкреслено] талановитий молодий поет… У т. Куровського хороші поетичні перспективи!». Вважав «справді здібним» поета й інший класик — Максим Рильський. 11 січня 1957 року в листі до редакції журналу «Дніпро» він просив опублікувати «декілька віршів т. Куровського, а надалі — не спускати автора з окна»…
Будучі поміченим, Куровський отримував схвальні рецензії критиків, його вірші друкували у республіканських часописах, інколи його запрошували на радіо і телебачення. 
Проте, із зростанням популярності, підвищувався і інтерес каральних органів. На початку 1980-х років кілька друзів Куровського були примушені до публічного каяття за дисиденство, а на самого Дмитра Мусійовича організували цькування критиків, через що усі редакції і видавництва відмовились друкувати його твори. Видавництво творів відновилось тільки після смерті поета.
Станом на березень 2024-го року залишаються невиданими два романи, які Дмитро Куровський написав за життя 

### Видання творів
- Поетична збірка «У домі ріднім» 1959 р.
- Поетична збірка «Андрійко і чечітка»
- Поетична збірка «Миропілля» 1966 р.
- Поетична збірка «Польова сторожа»
- Поетична збірка «Хвала долі» 1982 р.

Також за життя Дмитра Куровського вийшли 12 книг дитячих віршів його авторства. 
Посмертно:
- Поетична збірка «Приду таким, як є…» 1996 р.
- Роман «Недосвіт» 2003 р. вид. Чернігівські обереги
- Поетична збірка «Далекі музики» 2012 р. Видання до 90-річчя від дня народження поета

## Особисте життя
Донька - письменниця Лариса Куровська (1949 року народження), онук - музикант та художник Дмитро Куровський-молодший (1971 року народження).

## Увічнення пам'яті
У рамках дерусифікації колишню вулицю Першотравневу у Малий Загорівці назвали на честь Дмитра Куровського. 
Меморіальна табличка встановлена на будинку на вулиці Гончій у Чернігові, де жив поет. 